# Museo Nazionale Romano

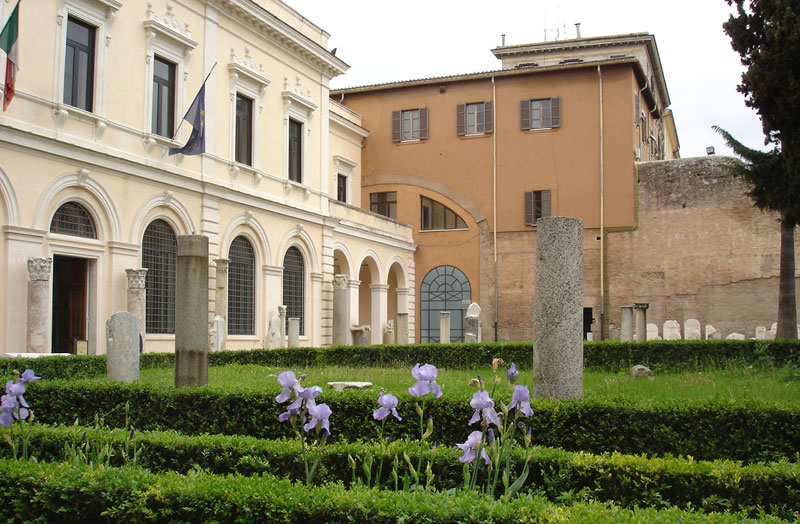
Eingangsbereich des Museo Nazionale Romano in den Diokletiansthermen, „Giardino dei Cinquecento“

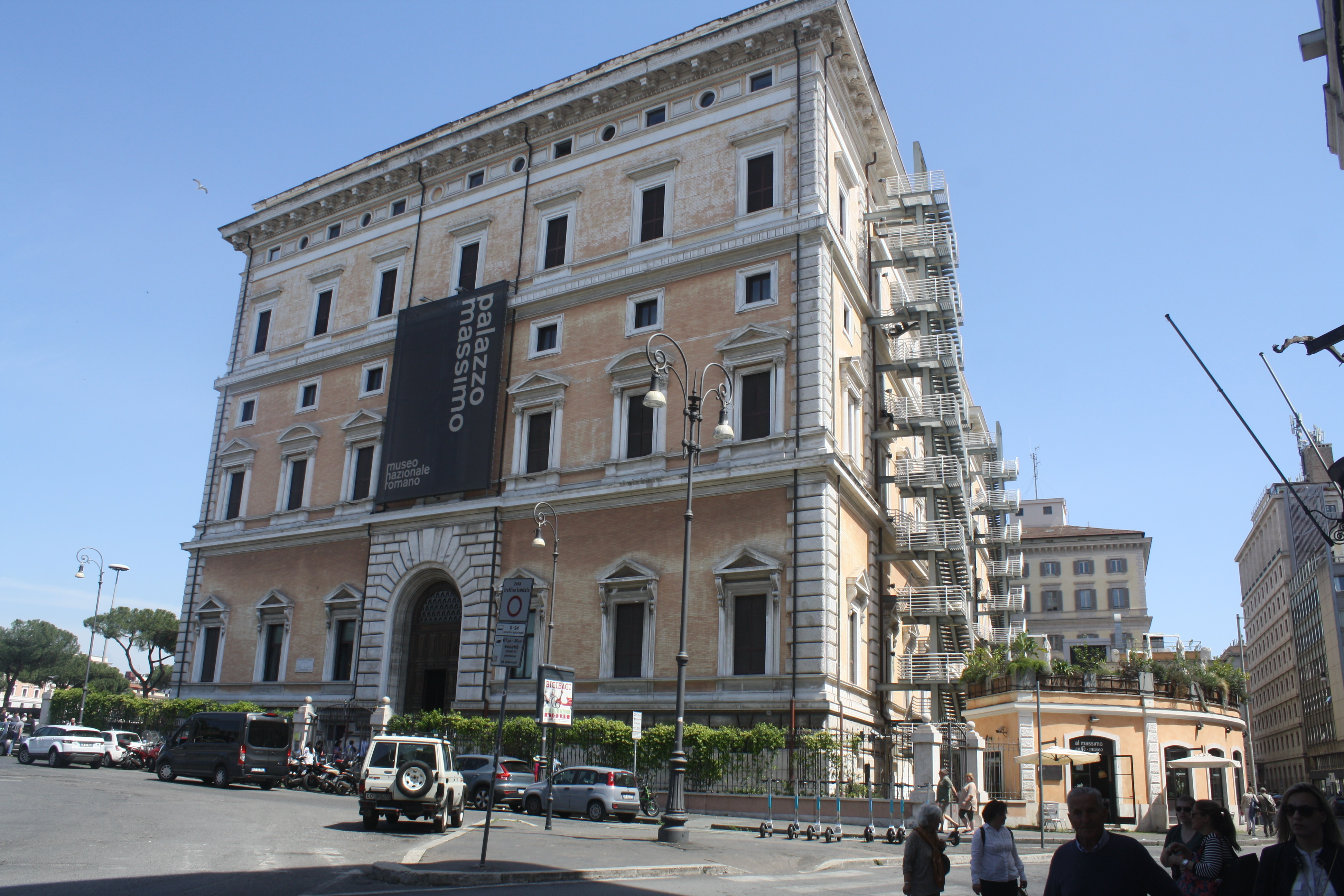
Palazzo Massimo (2023)

Das Museo Nazionale Romano, gegründet 1889, befindet sich in Rom und ist heute auf fünf Standorte verteilt:
Palazzo Massimo alle Terme, Aula Ottagona, Palazzo Altemps, Diokletiansthermen und Crypta Balbi.
Die archäologische Sammlung ist eine der bedeutendsten weltweit.

## Palazzo Massimo alle Terme
Der Palazzo Massimo alle Terme befindet sich am Largo di Villa Peretti, schräg gegenüber dem Bahnhof Termini.
Der Palazzo wurde 1883–1887 auf dem Gelände der ehemaligen Villa Peretti im Stil des 16. Jahrhunderts erbaut. Geerbt hatte die Villa mit dazugehörigem Park die römische Adelsfamilie Massimo. Der Jesuit Massimiliano Massimo ließ für den Neubau den älteren Palazzo Peretti (oder Palazzo Sisto) abreißen. Den neuen Palazzo Massimo alle Terme stellte er der wiederhergestellten Jesuitenschule mit dem heutigen Namen Istituto Massimiliano Massimo zur Verfügung. Nachdem die Schule 1960 ausgezogen war, kaufte der italienische Staat im Jahr 1981 das Gebäude und ließ es für das Museo Nazionale Romano herrichten.
Der Palazzo Massimo alle Terme beherbergt heute Skulpturen, Porträts und Reliefs aus der Zeit der späten römischen Republik und der frühen Kaiserzeit. Dazu gehören unter anderem eine Augustus-Statue, zwei Apollo-Statuen, das Mädchen von Antium und der Sarkophag von Portonaccio. Außerdem befinden sich hier die zwei zeitweise in der Aula Ottagona ausgestellten Statuen eines griechischen Herrschers (sogenannter Thermenherrscher) und des Faustkämpfers vom Quirinal. Sie sind von besonderer Bedeutung, da sich nur wenige griechische Bronzen dieser Qualität und Größe bis heute erhalten haben. Zudem sind Wandmalereien aus der Villa di Livia und die Dekoration der Casa della Farnesina zu besichtigen. Gezeigt werden auch Exponate von den Nemi-Schiffen und die Juwelensammlung mit der Gemme des Aspasios.
Die numismatische Sektion (Medagliere) umfasst Münzen aus der Antike, dem Mittelalter und der Neuzeit. Bedeutend ist das Münzkabinett (über 110.000 Münzen), das der im Exil verstorbene König Viktor Emanuel III. dem italienischen Volk vermachte. Von den rund 500.000 Objekten des Medagliere wird nur ein Bruchteil ausgestellt, der Rest befindet sich in einem unterirdischen Tresorraum.
Ebenfalls im Untergeschoss wird in einem separaten Raum die Mumie von Grottarossa, Mumie eines achtjährigen römischen Mädchens, die auf die Mitte des 2. Jahrhunderts n. Chr. datiert wird, ausgestellt. Neben der Mumie selbst sind die reichhaltigen Grabbeigaben ausgestellt und erläutert.

## Aula Ottagona
Die Aula Ottagona befindet sich in der Via Romita.
Sie war ursprünglich ein Teil der Diokletiansthermen. In der Antike befand sich hier ein mit Marmor und Stuck gestaltetes Frigidarium. 1609 wurde der Bau von Paul V. als Getreidespeicher umgenutzt. 1928 wurde er zum Planetarium umgebaut.
Um einen Einblick in die Gestaltung der großen römischen Thermen des 2.–4. Jahrhunderts zu gewähren, wurde die Aula mit einer Reihe von Marmor- und Bronzeskulpturen ausgestattet.

## Palazzo Altemps
Der Palazzo Altemps befindet sich an der Piazza di S. Apollinare 44 bei der Piazza Navona.
Er wurde 1585 für den Kardinal Mark Sittich von Hohenems (italienisiert: Marco Sittico Altemps) erbaut und beherbergt Sammlungen klassischer Kunstwerke. Hierzu gehört die Sammlung Ludovisi mit 104 Skulpturen, darunter Orestes und Elektra, Ares und der Kopf der Juno, sowie ein griechisches Original aus dem 5. Jahrhundert v. Chr. mit dem Namen „Ludovisischer Thron“. Eine weitere Sammlung ist die des Kardinals Hohenems, die 15 Skulpturen der griechischen und römischen Antike umfasst. Außerdem sind auch die Sammlungen Mattei, Del Drago und eine ägyptische Sammlung zu besichtigen.

## Diokletiansthermen (Terme di Diocleziano)

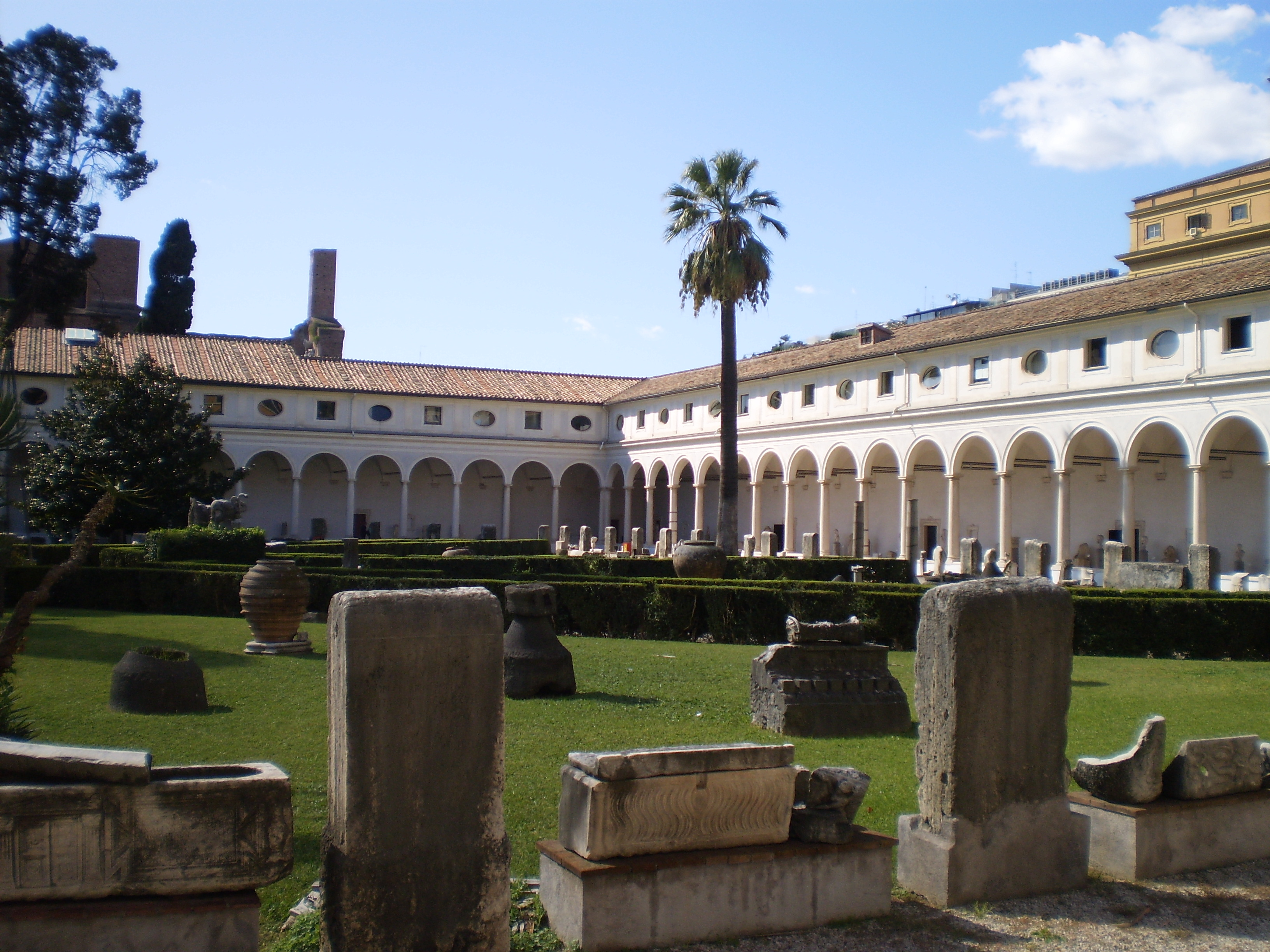
Kreuzgang von Michelangelo

Die Diokletiansthermen befinden sich am Viale Enrico De Nicola.
Dieser Teil des Museo Nazionale Romano ist in den Kreuzgängen und Nebengebäuden der Kirche Santa Maria degli Angeli e dei Martiri untergebracht, die in die Diokletiansthermen eingebaut wurden. Hier befinden sich Kunstwerke, Funde und Inschriften. Im vor der Kirche gelegenen Garten wurden bei Restaurierungsarbeiten Grabstätten aus der Zeit der römischen Republik und der Kaiserzeit entdeckt.

## Crypta Balbi

### Lage
Die Crypta Balbi, die Bezeichnung folgt den Regionarien des vierten Jahrhunderts, und die nach ihr benannte Abteilung Museo Nazionale Romano befinden sich zwischen den heutigen Straßen Via dei Delfini, Via Caetani und Via delle Botteghe Oscure (Hausnummer 31).

### Moderne Nutzung
Das Museum ist der Stadtentwicklung Roms gewidmet. Die archäologischen Funde des Areals bieten die Möglichkeit, das Leben in Rom von der frühen Kaiserzeit bis zur Neuzeit zu rekonstruieren.

### Antike
Ausgrabungen legten die Reste der Porticus mit Säulenhalle und Exedra des von Lucius Cornelius Balbus Minor gebauten Theaterkomplexes Theater des Balbus frei, die häufig aufgrund der zugehörigen Kryptoportikus als Crypta bezeichnet werden. Die Crypta schloss sich direkt östlich an das Theater an und verlief um einen rechteckigen Hof, in dessen Mitte ein Gebäude war, über dessen Nutzung heute nichts mehr bekannt ist. Die Crypta diente den Besuchern des Theaters als Aufenthaltsort während der Theateraufführungen, die häufig Tage lang liefen.
Das Theater war auf dem Marsfeld errichtet worden und dort eins von drei Theatern, als es im Jahr 13 v. Chr. eingeweiht wurde. In der unmittelbaren Nachbarschaft des Theaters befanden sich mehrere Tempel und später die Porticus Minucia. Unter den Tempeln war auch der Tempel des Vulcanus, dies und Inschriftenfunde belegen, dass um das Theater Schmiede angesiedelt waren. Die Porticus Minucia, die im Norden an das Theater samt Crypta anschlossen, diente als Ausgabestelle für Getreiderationen an römische Bürger.
Der Baubeginn für das Theater und die Crypta war das Jahr 19 v. Chr. Für den Bau des Theaters wurden Tuff- und Travertinblöcke verwendet, und um den halbkreisförmigen Zuschauerraum zu bauen, Beton, der in opus reticulatum gegossen wurde. Die Crypta schloss hinter dem Theater an und war ebenfalls mit Travertin und Tuff gebaut worden und zum Teil auch Ziegelwerk. Die Krypta schloss direkt an das Bühnengebäude des Theaters an und war um einen quadratischen Hof angelegt, in dessen Mitte ein Gebäude stand, das nur über die Forma Urbis Romae belegt ist. Die östliche Seite der Crypta öffnete sich zu einer halbkreisförmigen Exedra.
In der Zeit von Kaiser Titus wurde die Crypta Balbi durch ein Feuer beschädigt und Ausbesserungsarbeiten fanden dann unter Kaiser Domitian statt.